# Hồi sức tim phổi
Hồi sức tim phổi (tiếng Anh: Cardiopulmonary Resuscitation, viết tắt: CPR) là tổ hợp các thao tác cấp cứu bao gồm ấn lồng ngực và hô hấp nhân tạo với mục đích đẩy lượng máu giàu oxy tới não, đưa bệnh nhân thoát khỏi tình trạng nguy kịch.
Biện pháp cấp cứu CPR có thể sử dụng trong những trường hợp như nạn nhân bị ngạt thở do đuối nước, điện giật, ngộ độc thực phẩm.